# Calycularia formosana
Calycularia formosana là một loài rêu trong họ Allisoniaceae. Loài này được Horik. mô tả khoa học đầu tiên năm 1934.